# NGC 1825
NGC 1825 (другое обозначение — ESO 56-SC53) — рассеянное скопление в созвездии Золотой Рыбы, расположенное в баре Большого Магелланова Облака. Открыто Джоном Гершелем в 1834 или 1835 году. Описание Дрейера: «расположено в Большом Магеллановом Облаке». Возраст скопления составляет 10—30 миллионов лет.
Этот объект входит в число перечисленных в оригинальной редакции «Нового общего каталога».